# Jameer Nelson
Jameer Lamar Nelson (Chester, 9 febbraio 1982) è un ex cestista e dirigente sportivo statunitense, professionista nella NBA.

## Carriera

### Orlando Magic (2004-2014)
Jameer venne selezionato come ventesima scelta al Draft NBA 2004 dai Denver Nuggets e immediatamente ceduto agli Orlando Magic.
Le sue prime apparizioni non sono delle migliori, oscurato da Steve Francis, ma pian piano entrò nel quintetto base della formazione della Florida, con lo spostamento di Francis nella posizione di guardia tiratrice. Al termine della stagione viene inserito nell'NBA All-Rookie Second Team.
Nel febbraio 2006, Francis viene ceduto ai New York Knicks, e le cifre di Nelson migliorarono, raggiungendo la media di 13 punti a partita, con 4,3 assist e 3,1 rimbalzi.
Durante la stagione 2008-09 incrementa tutte le sue cifre, così come la personalità di gioco, tanto da meritarsi l'inclusione nel quintetto dell'NBA All-Star Game 2009, partita che deve saltare a causa di un infortunio alla spalla destra che avrebbe dovuto costringerlo all'assenza fino al termine della stagione e compromettere la sua partecipazione ai Playoff.
Nelson torna a sorpresa in campo nella prima gara della finale Playoff ma il suo contributo in campo non basta per superare i Los Angeles Lakers. Nei successivi match Jameer non sarà disponibile a causa di un altro infortunio subito.
Gli Orlando Magic lotteranno per il titolo NBA fino a gara-5, match nel quale i Los Angeles Lakers si imporranno per 99-86, portando la serie 4 a 1 in loro favore e aggiudicandosi così il titolo della stagione 2008-09.

### Dallas Mavericks e Boston Celtics (2014-2015)
Il 24 luglio 2014 firmò un contratto biennale a 5,6 milioni di dollari con i Dallas Mavericks. Ai Mavericks lui ricoprì il ruolo di play titolare della squadra fino al 18 dicembre dello stesso anno, giorno in cui venne ceduto dalla squadra texana insieme a Jae Crowder, Brandan Wright, una prima scelta al Draft 2015, una seconda scelta al Draft 2016 e un indennizzo di 12,9 milioni di dollari ai Boston Celtics in cambio di Rajon Rondo e Dwight Powell; l'obbiettivo della trade dei Mavericks era quello di prendere il primo per rendere la squadra competitiva ai massimi livelli (cosa che non riuscì in quanto i Mavericks uscirono al primo turno contro gli Houston Rockets per 4-1).

### Denver Nuggets (2015-2017)
Il 13 gennaio 2015 venne ceduto ai Denver Nuggets in cambio di Nate Robinson; Jameer andò così a giocare nel team che lo draftò nel 2004 (per poi cederlo agli Orlando Magic) facendolo entrare in NBA.
Il 19 ottobre 2017 venne tagliato per fare posto nel roster a Richard Jefferson.

### New Orleans Pelicans (2017-2018)
Il 23 ottobre 2017 firmò un contratto annuale con i New Orleans Pelicans, dove andò a fare il play di riserva dietro a Jrue Holiday e Rajon Rondo, anch'essi playmaker d'esperienza ma spesso soggetti a infortuni.

## Statistiche

### College
| Anno      | Squadra            | PG  | PT  | MP   | TC%  | 3P%  | TL%  | RP  | AP  | PRP | SP  | PP   |
| --------- | ------------------ | --- | --- | ---- | ---- | ---- | ---- | --- | --- | --- | --- | ---- |
| 2000-2001 | St. Joseph's Hawks | 33  | 33  | 33,8 | 46,1 | 37,3 | 82,0 | 4,0 | 6,5 | 1,7 | 0,1 | 12,5 |
| 2001-2002 | St. Joseph's Hawks | 30  | 30  | 35,5 | 43,8 | 35,9 | 76,2 | 4,8 | 6,3 | 1,3 | 0,0 | 14,4 |
| 2002-2003 | St. Joseph's Hawks | 30  | 30  | 34,9 | 43,7 | 33,9 | 77,2 | 5,1 | 4,7 | 2,2 | 0,2 | 19,7 |
| 2003-2004 | St. Joseph's Hawks | 32  | 32  | 33,9 | 47,5 | 39,0 | 79,2 | 4,7 | 5,3 | 2,8 | 0,0 | 20,6 |
| Carriera  | Carriera           | 125 | 125 | 34,5 | 45,4 | 36,5 | 78,6 | 4,6 | 5,7 | 2,0 | 0,1 | 16,8 |

### NBA

#### Regular Season
| Anno      | Squadra          | PG  | PT  | MP   | TC%  | 3P%  | TL%  | RP  | AP  | PRP | SP  | PP   |
| --------- | ---------------- | --- | --- | ---- | ---- | ---- | ---- | --- | --- | --- | --- | ---- |
| 2004-2005 | Orlando Magic    | 79  | 21  | 20,4 | 45,5 | 31,2 | 68,2 | 2,4 | 3,0 | 1,0 | 0,0 | 8,7  |
| 2005-2006 | Orlando Magic    | 62  | 33  | 28,8 | 48,3 | 42,4 | 77,9 | 2,9 | 4,9 | 1,1 | 0,1 | 14,6 |
| 2006-2007 | Orlando Magic    | 77  | 77  | 30,3 | 43,0 | 33,5 | 82,8 | 3,1 | 4,3 | 0,9 | 0,1 | 13,0 |
| 2007-2008 | Orlando Magic    | 69  | 62  | 28,4 | 46,9 | 41,6 | 82,8 | 3,5 | 5,6 | 0,9 | 0,1 | 10,9 |
| 2008-2009 | Orlando Magic    | 42  | 42  | 31,2 | 50,3 | 45,3 | 88,7 | 3,5 | 5,4 | 1,2 | 0,1 | 16,7 |
| 2009-2010 | Orlando Magic    | 65  | 64  | 28,6 | 44,9 | 38,1 | 84,5 | 3,0 | 5,4 | 0,7 | 0,0 | 12,6 |
| 2010-2011 | Orlando Magic    | 76  | 76  | 30,5 | 44,6 | 40,1 | 80,2 | 3,0 | 6,0 | 1,0 | 0,0 | 13,1 |
| 2011-2012 | Orlando Magic    | 57  | 57  | 29,9 | 42,7 | 37,7 | 80,7 | 3,2 | 5,7 | 0,7 | 0,1 | 11,9 |
| 2012-2013 | Orlando Magic    | 56  | 56  | 35,3 | 39,2 | 34,1 | 87,3 | 3,7 | 7,4 | 1,3 | 0,1 | 14,7 |
| 2013-2014 | Orlando Magic    | 68  | 68  | 32,0 | 39,4 | 34,8 | 85,7 | 3,4 | 7,0 | 0,8 | 0,1 | 12,1 |
| 2014-2015 | Dallas Mavericks | 23  | 23  | 25,4 | 37,4 | 36,9 | 87,5 | 2,7 | 4,1 | 0,7 | 0,1 | 7,3  |
| 2014-2015 | Boston Celtics   | 6   | 1   | 20,2 | 22,0 | 20,0 | 66,7 | 2,8 | 5,5 | 1,2 | 0,0 | 4,8  |
| 2014-2015 | Denver Nuggets   | 34  | 5   | 20,6 | 45,0 | 35,4 | 57,9 | 1,9 | 3,7 | 0,7 | 0,1 | 9,6  |
| 2015-2016 | Denver Nuggets   | 39  | 15  | 26,6 | 36,8 | 29,9 | 85,7 | 2,9 | 4,9 | 0,6 | 0,1 | 7,7  |
| 2016-2017 | Denver Nuggets   | 75  | 39  | 27,3 | 44,4 | 38,8 | 71,4 | 2,6 | 5,1 | 0,7 | 0,1 | 9,2  |
| 2017-2018 | N.O. Pelicans    | 43  | 0   | 20,9 | 41,0 | 36,4 | 76,5 | 2,2 | 3,6 | 0,5 | 0,1 | 5,1  |
| 2017-2018 | Detroit Pistons  | 7   | 0   | 16,6 | 28,2 | 7,1  | 100  | 1,1 | 3,3 | 0,6 | 0,1 | 3,7  |
| Carriera  | Carriera         | 878 | 639 | 27,9 | 43,6 | 36,8 | 81,0 | 3,0 | 5,1 | 0,9 | 0,1 | 11,3 |

#### Playoffs
| Anno     | Squadra       | PG | PT | MP   | TC%  | 3P%  | TL%  | RP  | AP  | PRP | SP  | PP   |
| -------- | ------------- | -- | -- | ---- | ---- | ---- | ---- | --- | --- | --- | --- | ---- |
| 2007     | Orlando Magic | 4  | 4  | 32,3 | 42,0 | 35,7 | 90,9 | 3,0 | 3,3 | 0,8 | 0,0 | 14,3 |
| 2008     | Orlando Magic | 10 | 10 | 33,3 | 50,4 | 48,8 | 75,7 | 4,1 | 4,7 | 0,3 | 0,2 | 16,2 |
| 2009     | Orlando Magic | 5  | 0  | 18,0 | 34,8 | 16,7 | 50,0 | 1,4 | 2,8 | 0,2 | 0,0 | 3,8  |
| 2010     | Orlando Magic | 14 | 14 | 34,2 | 47,9 | 39,3 | 82,3 | 3,6 | 4,8 | 1,0 | 0,0 | 19,0 |
| 2011     | Orlando Magic | 6  | 6  | 36,0 | 37,8 | 23,1 | 78,6 | 4,2 | 5,0 | 2,0 | 0,0 | 13,2 |
| 2012     | Orlando Magic | 5  | 5  | 36,4 | 39,2 | 32,0 | 75,0 | 3,8 | 6,6 | 0,8 | 0,2 | 15,6 |
| Carriera | Carriera      | 44 | 39 | 32,5 | 44,5 | 37,2 | 79,2 | 3,5 | 4,6 | 0,8 | 0,1 | 15,0 |

## Palmarès

### College
- NCAA AP Player of the Year (2004)
- NCAA John R. Wooden Award (2004)
- NCAA Naismith Men's College Player of the Year Award (2004)
- NCAA AP All-America First Team (2004)

### NBA
- NBA All-Rookie Second Team (2005)
- NBA All-Star (2009)